# Myzocallis frisoni
Myzocallis frisoni är en insektsart som beskrevs av Boudreaux och Tissot 1962. Myzocallis frisoni ingår i släktet Myzocallis och familjen långrörsbladlöss. Inga underarter finns listade i Catalogue of Life.